# 第42回日本レコード大賞
第42回日本レコード大賞（だい42かいにほんレコードたいしょう）は、2000年（平成12年）12月31日にTBS Bスタジオ・赤坂BLITZで行われた、42回目の『日本レコード大賞』である。

## 概要
第42回の大賞は、サザンオールスターズの「TSUNAMI」に決定した。サザンにとってはデビュー22年で初の大賞受賞で、オリコン年間シングルチャート1位及びTBSの音楽番組『COUNT DOWN TV』年間シングルランキング1位の楽曲が受賞したのは第39回（1997年）以来3年ぶり。
なお、この日サザンは横浜アリーナで自身のライブツアーのリハーサルを行っており、途中で抜け出してTBSのスタジオの方へと駆けつけた。受賞をした際に同バンドのボーカル・桑田佳祐が「ひばりさんの背中が見えてきました」と語った。
視聴率は14.0%。
12月30日から2001年1月1日にかけて放送された『SAMBA・TV』内で放送された。

## 司会
- 堺正章
- 黒木瞳
- 進藤晶子（TBSアナウンサー）
- ラジオ中継担当・小島一慶

## 受賞作品・受賞者一覧

### 日本レコード大賞
- 「TSUNAMI」
  - 歌手:サザンオールスターズ
  - 作詞:桑田佳祐
  - 作曲:桑田佳祐
  - 編曲:サザンオールスターズ
  - 弦編曲:島健
  - プロデューサー:サザンオールスターズ
  - 所属事務所:アミューズ
  - レコード会社:ビクターエンタテインメント

### 最優秀歌唱賞
- 香西かおり「浮寝草」

### 最優秀新人賞
- 氷川きよし「箱根八里の半次郎」

### アルバム大賞
- 浜崎あゆみ「Duty」

### 優秀作品賞（大賞ノミネート作品）
- 小柳ゆき「あなたのキスを数えましょう 〜You were mine〜」
- DA PUMP「if...」
- モーニング娘。「恋のダンスサイト」
- 田川寿美「こぼれ月」
- 浜崎あゆみ「SEASONS」
- サザンオールスターズ「TSUNAMI」
- hiro「Treasure」
- 大泉逸郎「孫」
- 原田悠里「夢ひとすじ」
- hitomi「LOVE 2000」

### 新人賞（最優秀新人賞ノミネート）
- EARTH
- チェウニ
- 氷川きよし

### ベストアルバム賞
- 椎名林檎「勝訴ストリップ」
- 浜崎あゆみ「Duty」
- MISIA「LOVE IS THE MESSAGE」

### 特別賞
- 安室奈美恵
- モーニング娘。

### 吉田正賞
- 岡千秋

### 作曲賞
- 原一博「愛情」（歌・小柳ゆき）

### 編曲賞
- ダンス☆マン「恋のダンスサイト」（歌・モーニング娘。）/「なかったコトにして」（歌・郷ひろみ with HYPER GO号）

### 作詩賞
- 浜崎あゆみ「SEASONS」（歌・浜崎あゆみ）

### 企画賞
- TOGISM 2／東儀秀樹
- 二十世紀の名曲たち／石川さゆり／（第1集～2集）日本コロムビア、（第3集～9集）ポニーキャニオン、（第10集）
- 昔話ふるさとへの旅　全10巻／市原悦子（ナレーション）、現地の方々（語り手）
- 東京ディズニーランド Club Disney スーパーダンシン・マニア〜メガビート
- 吉田正　交響組曲《東京シンフォニー》／トルコ国立イズミール交響楽団（演奏）、大沢可直（指揮）

### 功労賞
- 岩谷時子
- 大橋節夫
- 三浦洸一
- 三島敏夫
- 森サカエ

### 日本作曲家協会特別功労賞
- 井上忠夫
- 青江三奈
- 中田喜直
- 西沢爽
- 渡辺はま子

### 美空ひばりメモリアル選奨
- 小林幸子

## TV中継スタッフ
- 構成：玉井貴代志／樋口弘樹、あべ
- 取材：三好千春、川上共子、村山由紀子
- TP：杉田謙二（スタジオ）、佐藤満（中継）、鈴木康夫（横浜）、近藤弘志（新宿）
- TD：河野志朗・丹野至之（スタジオ）、青木葉吉樹（赤坂BLITZ）
- カメラ：小林敏之（スタジオ）、長谷川晃司（赤坂BLITZ）
- VE：高松央（スタジオ）、関昭一（赤坂BLITZ）
- 音声：倉本紀彦（スタジオ）、寿田道陽（赤坂BLITZ）
- 照明：石川博章（スタジオ）、松本修一（赤坂BLITZ）、吉田武志（TBS屋上）
- 音効：勝見勇一
- PA：宮坂修
- 回線：深澤友良
- オープニングCG：山口泰広
- テクニカルCG：尾崎至晃
- 編集：榊原裕記
- MA：柳澤任広、武藤康一
- 美術プロデューサー：飯田稔
- 美術デザイナー：金子俊彦・古川雅之（スタジオ）、中西忠司（赤坂BLITZ）
- 美術制作：安田和郎（スタジオ）、与田滋（赤坂BLITZ）
- 装置：石原隆（スタジオ）、淵脇臣吉（赤坂BLITZ）
- 装飾：高橋啓三
- 電飾：佐々木勉（スタジオ）、斉藤幹也（赤坂BLITZ）
- メカシステム：庄子泰広
- 特殊効果：永岡昇
- 運営スタッフ：落合芳行
- AP：長内信博、浅川寿人
- 演出スタッフ：三島圭太、小関美保子、中山雅生、藤塚基広
- 公開：廣中信行
- TK：長谷川道子
- ディレクター：津留正明、坂本義幸、安田淳、千葉隆寿郎、柳崎芳夫、世良田光、安藤広孝
- プロデューサー：田代誠、齋藤薫、大崎幹
- 総合演出：片山剛
- 技術協力：TBS-V（現・プロカム）、東通、ティ・エル・シー、エヌ・エス・ティー、TAMCO、サンライズアート、ダブルビジョン、ウィッシュ、エヌケイ特機、バリライト、東京舞台照明、スパイス
- 制作協力：BMC
- 制作：TBSエンタテインメント（現・TBSテレビ）
- 製作著作：TBS
- 主催：社団法人 日本作曲家協会、日本レコード大賞制定委員会、日本レコード大賞実行委員会